# Gerhard Schwenzer
Gerhard Schwenzer, SSCC (ur. 1 października 1938 r. w Lorch) – niemiecki duchowny katolicki, biskup Oslo w latach 1983–2005.

## Życiorys

### Młodość, wykształcenie, pierwsze lata kapłańskie
Początkowo uczył się w szkole w rodzinnym Lorch, ale po czterech latach przeniósł się do przyklasztornej szkoły w Niederlahnstein. Tam też uzyskał maturę, po czym wstąpił do zakonu sercanów białych.
Po nowicjacie rozpoczął trzyletnie studia filozoficzne w Simpelveld (Holandia). Następnie studiował teologię na uniwersytetach w Rzymie i Heidelbergu, gdzie uzyskał stopień doktora. 18 lipca 1964 otrzymał święcenia kapłańskie.
W czasie Soboru Watykańskiego II opowiadał się za ekumenizmem, współpracował z luterańskim teologiem Edmundem Schlinkiem. W tym czasie wykładał teologię systematyczną w Simpelveld.

### Posługa kapłańska w Norwegii
29 sierpnia 1975 r. został mianowany przez papieża Pawła VI wikariuszem apostolskim dla środkowej Norwegii, a po jego przekształceniu w niezależną prałaturę – pierwszym prałatem (1979 r). 7 grudnia 1975 r.  został wyświęcony w katedrze św. Olafa w Trondheim na biskupa ze stolicą tytularną w  Hólarze. 
Głównym konsekratorem był biskup John Willem Nicolaysen Gran, a współkonsekratorami biskup Johann Wember oraz biskup Hans Ludvig Martensen.
2 czerwca 1981 r. został wyznaczony przez papieża Jana Pawła II na koadiutora diecezji w Oslo. 26 listopada 1983 r. przejął rządy w diecezji pozostając jednocześnie do 9 lutego 1988 r. administratorem Niezależnej Prałatury w Trondheim.
Schwenzer pełnił również funkcję przewodniczącego Konferencji Biskupów Skandynawii. 29 lipca 2005 r. zrezygnował z funkcji po osiągnięciu wieku emerytalnego.